# 無人戰鬥航空系統驗證計畫
美國海軍無人戰鬥航空系統驗證計畫（ Unmanned  Combat  Air  System  Demonstrator，缩写为UCAS-D）包含：
- 諾斯洛普．格魯曼X-47A
- 諾斯洛普．格魯曼X-47B

UCAS-D計畫旨在測試在航空母艦上操作無人飛行載具的可行性。該計畫的成果與將會被用於發展無人艦載空中偵察與打擊機（Unmanned Carrier-Launched Surveillance and Strike，缩写为UCLASS）計畫。